# Čirč
Čirč (ungarisch Csércs – bis 1907 Csircs, russinisch Чірч/Tschirtsch) ist eine Gemeinde im Nordosten der Slowakei mit 1437 Einwohnern (Stand 31. Dezember 2024), die zum Okres Stará Ľubovňa, einem Teil des Prešovský kraj gehört und zur traditionellen Landschaft Šariš gezählt wird.

## Geographie

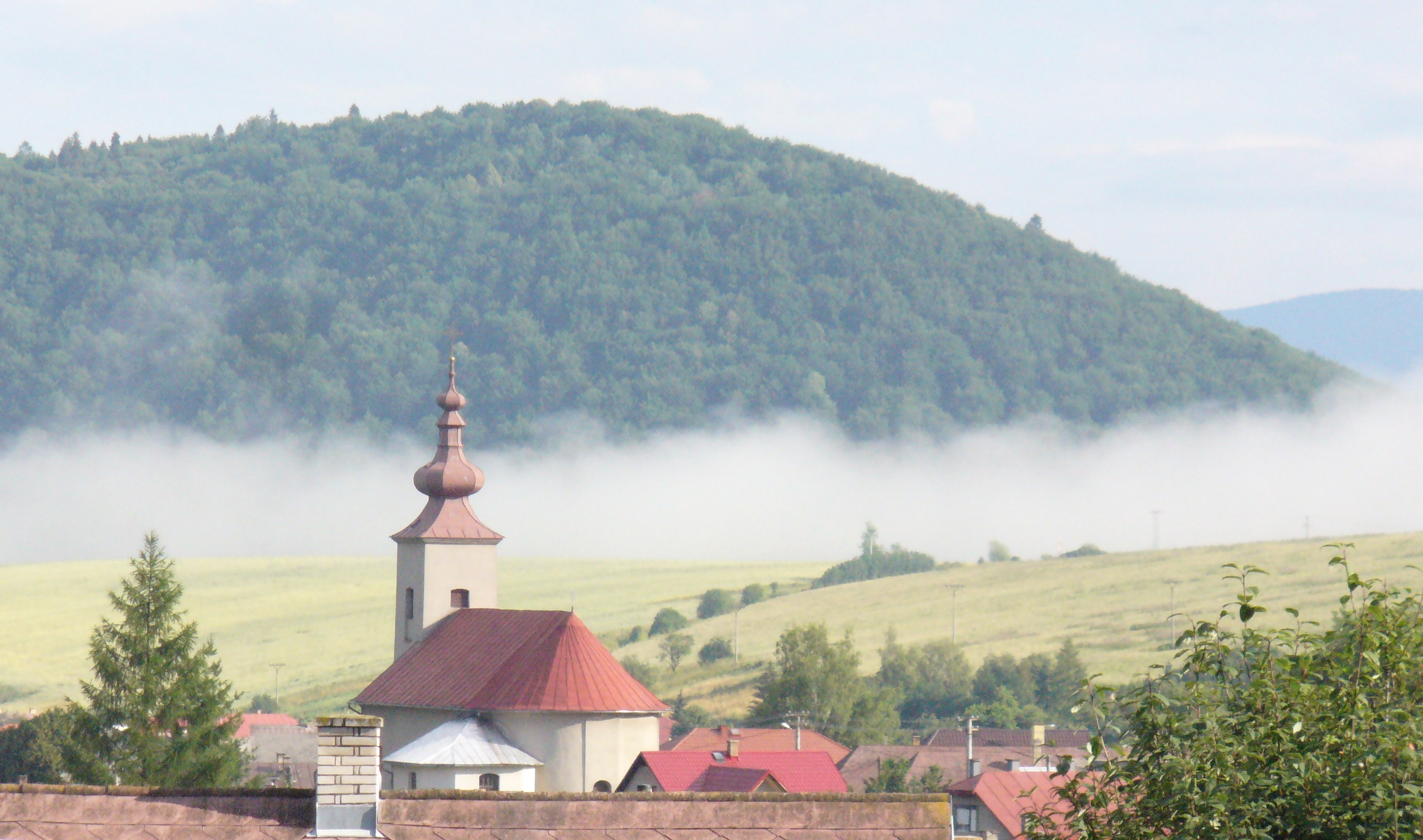
Kirche von Čirč

Die Gemeinde befindet sich am nordöstlichen Ende des Berglandes Ľubovnianska vrchovina, wo dieses in das Gebirge Čergov übergeht, unmittelbar an der polnischen Grenze. Durch das Gemeindegebiet fließt der Bach Soliská (lokal auch Čirčianka), der nördlich des Dorfes in den Poprad mündet. Das Ortszentrum liegt auf einer Höhe von 510 m n.m. und ist 25 Kilometer von Stará Ľubovňa, 33 Kilometer von Bardejov sowie 22 Kilometer von Krynica-Zdrój (PL) entfernt.

## Geschichte
Der Ort wurde zum ersten Mal 1248 schriftlich erwähnt (andere Quellen geben erst das Jahr 1330 an). Das Dorf entstand auf dem Herrschaftsgebiet der Burg Plaveč und wurde von einem Schultheiß nach deutschem Recht gegründet. 1330 ist das Bestehen einer Kirche geführt, 1349 ist der Name Cirk erwähnt. Vom 14. bis ins 16. Jahrhundert lag Čirč hingegen im Herrschaftsgebiet der Burg Kamenica und wurde im 15. Jahrhundert durch wallachische und russinische Bevölkerung besiedelt. Die letzten Besitzer nach der Schleifung der Burg Kamenica waren das Geschlecht Desewffy. 1828 sind 124 Häuser und 891 Einwohner verzeichnet.
Bis 1918 gehörte der im Komitat Scharosch liegende Ort zum Königreich Ungarn und kam danach zur Tschechoslowakei bzw. heute Slowakei. In der ersten Hälfte des 20. Jahrhunderts gab es neben Land- und Forstwirtschaft eine Mühle, eine Säge sowie eine Ziegelei, dennoch hat große Armut zu mehreren Auswanderungswellen beigetragen.
Seit Anfang der 2010er-Jahre setzt sich der Bürgermeister Michal Didik dafür ein, Čirč zu einem Roma-Integrations-Modelldorf zu machen. Der Anfang war ein Wasseranschluss für die Siedlung der Roma, die etwa ein Viertel der Einwohner ausmachen. Es folgte der Bau moderner Häuser durch eine Baufirma, die hauptsächlich Roma beschäftigt, um für sie – im Gegensatz zu den notdürftigen Hütten – menschenwürdige und hygienische Wohnbedingungen zu schaffen. Um dort wohnen zu können, müssen allerdings bestimmte Bedingungen (u. a. Kinder müssen zur Schule gehen, Mülltrennung, Miete zahlen, Einkommen) eingehalten werden. Zudem sorgt die aktive Einbeziehung der Roma in das Dorfleben, wie etwa durch eine gemischte Roma-/Nicht-Roma-Fußballmannschaft, für Integration.

## Bevölkerung
| Jahr                | 1994 | 2004     | 2014    | 2024     |
| ------------------- | ---- | -------- | ------- | -------- |
| Anzahl der Personen | 1014 | 1155     | 1259    | 1437     |
| Unterschied         |      | +13,90 % | +9,00 % | +14,13 % |

| Jahr                | 2023 | 2024    |
| ------------------- | ---- | ------- |
| Anzahl der Personen | 1410 | 1437    |
| Unterschied         |      | +1,91 % |

Ergebnisse nach der Volkszählung 2001 (1182 Einwohner):
| Nach Ethnie: - 63,77 % Slowaken - 33,36 % Russinen - 2,23 % Ukrainer - 0,27 % Tschechen | Nach Konfession: - 90,61 % griechisch-katholisch - 6,80 % römisch-katholisch - 1,61 % orthodox - 0,27 % keine Angabe - 0,09 % evangelisch |

## Bauwerke und Kultur
- griechisch-katholische Kirche Schutz der Heiligsten Gottesgebärerin aus dem Jahr 1843
- Kapelle am Berg Uhliská sowie weitere Kapellen rund um den Ort
- denkmalgeschützte Schmiedeesse und Wagnerwerkstätte
- griechisch-katholisches Museum

## Infrastruktur
In der Gemeinde bestehen ein Kindergarten sowie eine Grundschule, des Weiteren sind eine Bücherei sowie ein Postamt vorhanden. Die grundlegende Infrastruktur ist nur teilweise ausgebaut, es fehlt eine Abwasserleitung. Die Staatsstraße 77 (Spišská Belá–Stará Ľubovňa–Ľubotín–Bardejov) tangiert den Nordrand des Dorfes, mit einer Abzweigung zum Grenzübergang Čirč-Leluchów nach Polen. Eine Haltestelle der Bahnstrecke Kysak–Muszyna befindet sich ebenfalls am Nordrand des Dorfes. Im Fahrplan 2019/20 sind jedoch nur einzelne Fahrten ausgewiesen, hauptsächlich am Freitag- und Sonntagnachmittag von bzw. nach Lipany und Košice.